# Jenny Mensing
Jenny Mensing (Berlino, 26 febbraio 1986) è una nuotatrice tedesca.

## Carriera
Fortemente specializzata nel dorso, vinse la medaglia d'oro ai campionati europei del 2012, sulla distanza dei 100 metri.

## Palmarès
- Europei

Budapest 2010: bronzo nei 100m dorso e nella 4x100m misti.
Debrecen 2012: oro nei 100m dorso e nella 4x100m misti, argento nei 200m dorso.
- Europei in vasca corta

Istanbul: argento nei 200m dorso.
Eindhoven 2010: argento nella 4x50m misti.